# 斉藤ジュン
斉藤 ジュン（さいとう じゅん、1986年12月19日 - ）は、日本の男性プロレスラー、元大相撲力士養成員。最高位は西幕下47枚目。宮城県角田市出身。全日本プロレス所属。血液型O型。SAITO BROTHERSの兄。全日本プロレス所属の斉藤レイは双子の弟。

## 経歴
宮城県角田市出身。
高校・大学時代をアメリカ合衆国で過ごし、大相撲・出羽海部屋に入門する。四股名は藤の海順。平成21年九月場所で初土俵を踏み、8年間活動ののち2017年5月29日をもって引退した。

### プロレス転向
2020年12月、全日本プロレス公開入門テストに合格し、プロレスに転向。青柳優馬やTAJIRIの指導の下、練習生生活を経て当初は2021年5月16日大田区総合体育館大会でデビューする予定だった。だが、新型コロナウイルス感染症の影響で東京都に緊急事態宣言が発令され、大会自体が延期となった。約1か月後の6月9日、後楽園ホール大会にてデビューを果たす。
6月26日、大田区総合体育館大会で弟のレイとシングルマッチで初対戦。わずか4分で逆エビ固めで兄のジュンが勝利し、「兄の方が強いことを証明できて良かった」のコメントを残した。
11月13日の後楽園ホールの試合前、レイとともに海外遠征&無期限の海外武者修行が発表された。2022年1月28日のMLWダラス大会に出場し、その後無期限の海外武者修行に臨む。
9月18日、日本武道館大会にてレイとともに凱旋。石川修司から勝利する。翌19日、後楽園ホール大会にて芦野祥太郎＆本田竜輝の持つ世界タッグ王座に弟レイと組んで挑戦し敗北。
10月2日、レイとともにVOODOO-MURDERSに電撃加入、ヒールに転向する。
2023年6月7日、GLEAT後楽園ホール大会にて、レイとのタッグで田村ハヤト&チェック島谷を下し、G-INFINITY王座を奪取。初のタイトルを獲得。同年10月9日、角田市での凱旋試合にて宮原健斗&青柳優馬組を下し、世界タッグ王座を初戴冠。同年はタイトル戦では負け知らずの快進撃を続け、プロレス大賞新人賞をレイとの斉藤ブラザーズとして受賞。12月31日、真・新人王決定戦として兄弟対決に臨み、再度レイを降した。
2024年2月11日、レイの負傷により世界タッグ王座とG-INFINITY王座の返上を余儀なくされるが、レイが早期に復帰すると3月30日には諏訪魔&鈴木秀樹組を下し世界タッグ王座を再度戴冠、あわせてVOODOO-MURDERSの全日本プロレス撤退に伴いユニットを脱退した。チャンピオン・カーニバルでは、弟レイに初めて敗北を喫するも、Bブロック首位で初の優勝決定戦に進出。しかしAブロックの宮原に敗れ、準優勝に終わる。世界最強タッグ決定リーグ戦には、世界タッグ王者としてレイとのタッグで出場し、史上初めて王者での全勝優勝を達成した。レイとのタッグでは年内無敗で2024年を終えた（「全勝」ではないのは、2月9日に行なわれた「プロレス中継 70年史 THE 日テレプロレス」後楽園ホール大会でのサクソン・ハックスリー&ティモシー・サッチャー戦で両チームリングアウトでの引き分けがあるため。なお、すぐに再試合を行ない、これに勝利している）。プロレス大賞では、レイとの斉藤ブラザーズとして前代未聞の満票で最優秀タッグチーム賞を受賞した。なお、最優秀選手賞の選考にもレイとの斉藤ブラザーズとして異例のタッグチームでのノミネート、受賞したザック・セイバーJr.に次ぐ5票を獲得している。12月31日、国立代々木競技場第二体育館大会でデイビーボーイ・スミスJr.に勝利し、三冠ヘビー級王座を初戴冠。この戴冠により、世界タッグ王座と合わせた「五冠」も達成した。
2025年2月9日、青柳優馬&青柳亮生組を下し、世界タッグ王座8度目の防衛に成功。同王座の連続防衛回数の最多記録を更新し、通算防衛回数の最多記録（12回）も諏訪魔&石川修司組に並んだ。3月9日、宮原健斗&青柳優馬組に敗れ、世界タッグ王座から陥落した。レイとのタッグで敗北したのは、2023年12月6日に後楽園ホールで行なわれた安齊勇馬&本田竜輝戦以来1年3か月ぶり。6月1日の仙台サンプラザホール大会では、チャンピオン・カーニバルを制覇したレイを挑戦者に迎える。「超ド級の兄弟喧嘩」と銘打たれた史上初の兄弟による三冠ヘビー級選手権試合は、Dying Light4発からの片エビ固めでレイを下し、4度目の防衛に成功した。

## タイトル歴
全日本プロレス
- 三冠ヘビー級王座
  - 第75代
- 世界タッグ王座
  - 第97・99代（パートナーは斉藤レイ）
- 世界最強タッグ決定リーグ戦
  - 2024年優勝（パートナーは斉藤レイ）

GLEAT
- G-INFINITY王座
  - 第3代（パートナーは斉藤レイ）

ICW
- ICWディッピンドーナツ24/7王座
  - 第31代（パートナーは斉藤レイ）

プロレス大賞
- 新人賞（2023年、斉藤ブラザーズとして）
- 最優秀タッグチーム賞（2024年、斉藤ブラザーズとして）

## 得意技

### フィニッシュ・ホールド
Days Gone（デイズ・ガーン）
ブレーンバスターの体勢からチョークスラムの形で落とす変形昇天。ジュンのオリジナル技。
2025年2月24日にエスフォルタアリーナ八王子メインアリーナで行なわれた三冠ヘビー級選手権試合・青柳優馬戦で初披露。
サイコブレイク
コブラクラッチスラム。ジュンのオリジナル技。
サイコドリーム
コブラクラッチ式キャメルクラッチ。ジュンのオリジナル技。ミリオンダラー・バスターを仕掛け、そこから手のホールドを解かずに相手を反転させて極める。
Dying Light（ダイイングライト）
ランニング式のフロントキック。ジュンのオリジナル技。2025年4月9日に後楽園ホールで行なわれたチャンピオンカーニバル2025公式戦・真霜拳號戦で初披露。
ジャック・ハマー
パイルドライバー

### 打撃技
エルボー
バック・エルボー
水平チョップ
チョップ・スマッシュ
張り手
クローズライン
ショルダー・タックル
スピアー
ビッグ・ブーツ

### 投げ技
ブレーンバスター
雪崩式ブレーンバスター
チョークスラム
バックドロップ
パワースラム
パワーボム
スパイン・バスター

### 合体技
DOOM
ダブル・インパクト。レイが相手を肩車し、ジュンがコーナー最上段からラリアットを放つ。
斉藤いぎなりスマッシュ
レイと二人掛かりで繰り出すダブルチョークスラム。ラジオ番組「らじらー!サタデー」出演時、MCの八乙女光（同郷宮城県出身、Hey!Say!JUMP）が命名。

## エピソード
- 日本人とアメリカ人のハーフで、目標とするレスラーは宮原健斗である[27]。
- 角界、プロレス界ともにレイに誘われて入門した[28][29]。特にプロレスは当初断り続けていたが、4～5か月間口説かれ続けた末に折れたという。
- 力士養成員時代は体重が150kg以上あったが、プロレス入りのため90kgを切るまで減量[30]。その後ウェートアップしつつも、均斉の取れた体型は維持している。
- レイによると兄の長所はハートの強さと体力[31]。
- ケーキや和菓子などの甘いスウィーツが大好きで、出演しているOH!バンデスの「TAXIめし Returns」の中でも、番組の流れを無視して、料理ではなくスイーツを食べに行きたいと言い出す事があり、レイを困惑させている。
  - 2024年チャンピオン・カーニバル公式戦にて、負ければ甘い物を封印すると宣言して弟レイと対決、敗れたために甘味を断つこととなった。優勝戦で宮原に勝てば解禁[32]であったが、敗れたため甘味断ちを継続している。
- 大相撲出身のため、レイ共々ちゃんこ鍋作りの腕は抜群で、二人が全日本プロレスの寮に入寮していた当時、ちゃんこ鍋の味が格段に変わり美味しくなったと言われている。
- 2023年9月10日、レイとともに角田市PR大使を委嘱される[33]。2025年4月17日に任期が満了したが、再度委嘱され2期目に就任した[34]。
- 小学校6年生時にジャニーズ事務所（当時）のスカウトに合ったことがある。

## 大相撲の主な成績
- 通算成績：165勝142敗8休 勝率.537

| | 一月場所 初場所（東京）   | 三月場所 春場所（大阪） | 五月場所 夏場所（東京）   | 七月場所 名古屋場所（愛知） | 九月場所 秋場所（東京） | 十一月場所 九州場所（福岡） |
| --- | ------------------------- | ----------------------- | ------------------------- | --------------------------- | ----------------------- | --------------------------- |
| 2009年 （平成21年） | x                         | x                       | x                         | x                           | （前相撲）              | 東序ノ口28枚目 5–2          |
| 2010年 （平成22年） | 東序二段83枚目 3–4        | 西序二段100枚目 5–2     | 西序二段48枚目 3–4        | 東序二段66枚目 5–2          | 東序二段25枚目 3–4      | 西序二段50枚目 6–1          |
| 2011年 （平成23年） | 東三段目84枚目 3–4        | 八百長問題 により中止   | 西三段目97枚目 5–2        | 東三段目50枚目 4–3          | 西三段目33枚目 3–4      | 西三段目49枚目 5–2          |
| 2012年 （平成24年） | 東三段目25枚目 3–4        | 東三段目41枚目 5–2      | 西三段目15枚目 3–4        | 東三段目31枚目 4–3          | 西三段目16枚目 5–2      | 西幕下56枚目 3–4            |
| 2013年 （平成25年） | 東三段目10枚目 5–2        | 西幕下48枚目 3–4        | 東三段目6枚目 5–2         | 西幕下47枚目 3–4            | 西三段目筆頭 2–5        | 西三段目28枚目 5–2          |
| 2014年 （平成26年） | 西三段目2枚目 3–4         | 東三段目17枚目 5–2      | 西幕下57枚目 3–4          | 西三段目10枚目 3–4          | 西三段目24枚目 4–3      | 東三段目12枚目 2–4–1        |
| 2015年 （平成27年） | 東三段目80枚目 休場 0–0–7 | 西三段目98枚目 6–1      | 西三段目37枚目 4–3        | 東三段目22枚目 3–4          | 西三段目38枚目 2–5      | 東三段目63枚目 5–2          |
| 2016年 （平成28年） | 西三段目30枚目 3–4        | 西三段目44枚目 2–5      | 西三段目71枚目 2–5        | 東序二段筆頭 5–2            | 東三段目64枚目 5–2      | 西三段目32枚目 3–4          |
| 2017年 （平成29年） | 東三段目46枚目 1–6        | 西三段目78枚目 5–2      | 西三段目46枚目 引退 3–4–0 | x                           | x                       | x                           |
| 各欄の数字は、「勝ち-負け-休場」を示す。 優勝 引退 休場 十両 幕下 三賞：敢=敢闘賞、殊=殊勲賞、技=技能賞 その他：★=金星 番付階級：幕内 - 十両 - 幕下 - 三段目 - 序二段 - 序ノ口 幕内序列：横綱 - 大関 - 関脇 - 小結 - 前頭（「#数字」は各位内の序列） |                           |                         |                           |                             |                         |                             |

## 入場曲
- 「Dream Warriors」Dokken - 海外武者修行から帰国後〜現在使用中
- 「MAJESTIC VOW」鈴木修

## 決め台詞
- 「DOOM！（ドゥーム！）」

モバイルサイトの日記のタイトル「DOOM FROM HELL」が由来。ヒールターンに際し「斉藤兄弟のちゃんこよりピザが好き」からタイトルを変更した。日記の最後に「DOOM」と書くようにしたら、周りの選手から「DOOM」と言われるようになったことで、これは使えるかもしれないと考え、決め台詞として使うようになった。なお、「DOOM！」の決め台詞と共に右手の人差し指と中指を揃えて右こめかみに突き立てるのがジュンの決めポーズだが、この決めポーズでは親指を折りたたむのが正しい。これは親指を立てると銃をイメージさせてしまいよろしくないため。

## メディア出演
特記がない限り弟レイとともに斉藤ブラザーズとしての出演。

### テレビ
- OH!バンデス「TAXIめし Returns」（ミヤギテレビ、2023年7月5日 - ）[36]
  - 毎週水曜日レギュラー
- 開運!なんでも鑑定団（テレビ東京、2023年9月19日）
- オードリーさん、ぜひ会ってほしい人がいるんです。（日本テレビ、2024年8月8日、8月15日）
- ヒルナンデス（日本テレビ、2024年10月18日）
- 行列のできる相談所（日本テレビ、2024年10月20日）
- シューイチ（日本テレビ、2024年11月3日）
- TAXIめし THE GOLDEN 社長めし（ミヤギテレビ、2024年11月22日）
- オードリーさん、ぜひ会ってほしい人がいるんです。 年末スペシャル「オードリーさん、俺たちは噛ませ犬じゃないんです！」（日本テレビ、2024年12月25日）
- 斉藤ブラザーズのDOOMなクッキング（GAORA、2024年12月28日）
- 秘密のケンミンSHOW極（読売テレビ、2025年5月15日）

### ラジオ
- らじらー!サタデー（NHKラジオ第1、2023年8月5日）

### 音楽CD
- 1stシングル 「どっち?/アラスカの空」（2025年2月26日発売　オリコン最高順位30位）